# Літературно-мистецька премія імені Володимира Забаштанського
 Літературно-мистецька премія імені Володи́мира Забашта́нського  — премія для заохочення митців до створення кращих творів в українській літературі.

## Історія
Заснована Рішенням 23 сесії Браїлівської селищної ради 7 скликання від 02.07.2017 року «Про встановлення літературно-мистецької премії ім. Володимира Забаштанського». Підтримується Жмеринською районною державною адміністрацією та Вінницькою обласною організацією Національної спілки письменників України.
Відповідно до Положення про премію, вона заснована «з метою вшанування пам'яті відомого українського поета, громадського діяча В. О. Забаштанського та відзначення високохудожніх творів українських письменників, заохочення професійних та непрофесійних літераторів до нових творчих пошуків у галузі літератури, спрямованих на відродження і утвердження духовності в суспільстві, збагачення літературної спадщини нашого краю».

Дипломи, нагрудні знаки та грошова винагорода урочисто вручаються щороку в смт Браїлів під час свята «Браїлівська осінь Володимира Забаштанського», приуроченого до 5 жовтня, дня народження відомого земляка.

## Лауреати

### 2017
- Кобець Василь Дмитрович, Литвин Степан Михайлович;[2]

### 2018
- Рабенчук Володимир Семенович, Гайворон Іван Йосипович, Горлей Володимир Савович;[3]

### 2019
- Перебийніс Петро Мусійович, Кичинський Анатолій Іванович, Гнатюк Ніна Юхимівна, Каменюк Михайло Феодосійович, Сторожук Валентина Петрівна, Крупка Віктор Петрович;[4]

### 2020
- Бакуменко Олександр Данилович, Мельник Віктор Іванович (поет), Поклад Наталія Іванівна, Яковенко Тетяна Василівна;[5]

### 2021
- Герасим'юк Василь Дмитрович, Малюта Іван Трохимович;[6]

### 2022
- Секрет Ганна Василівна, Шаламай Любов Павлівна, Слободенюк Надія Пантелеймонівна, Бабчук Емма Антонівна;[7]

### 2023
- Вітковський Вадим Миколайович, Людкевич Марія Йосипівна, Дмитренко Жанна Віталіївна, Павленко Олена Григорівна;

### 2024
- Гудима Андрій Дмитрович, Куций Леонід Миронович, Крижанівський Микола Миколайович, Травнева (Єлісеєва) Світлана Миколаївна, Новицький Станіслав Сергійович.[8][9]